# Pseudochama
Pseudochama är ett släkte av musslor. Pseudochama ingår i familjen Chamidae.
Kladogram enligt Catalogue of Life:
| Pseudochama | \| \| Pseudochama exogyra \| \| \| \| \| \| Pseudochama granti \| \| \| \| \| \| Pseudochama inezae \| \| \| \| \| \| Pseudochama radians \| \| \| \| |
|             | \| \| Pseudochama exogyra \| \| \| \| \| \| Pseudochama granti \| \| \| \| \| \| Pseudochama inezae \| \| \| \| \| \| Pseudochama radians \| \| \| \| |
|             | Arcinella |
|             | |
|             | Chama |
|             | |
|             | Pseudochama exogyra |
|             | |
|             | Pseudochama granti |
|             | |
|             | Pseudochama inezae |
|             | |
|             | Pseudochama radians |
|             | |

|  | Pseudochama exogyra |
|  |                     |
|  | Pseudochama granti  |
|  |                     |
|  | Pseudochama inezae  |
|  |                     |
|  | Pseudochama radians |
|  |                     |